# Fackförening

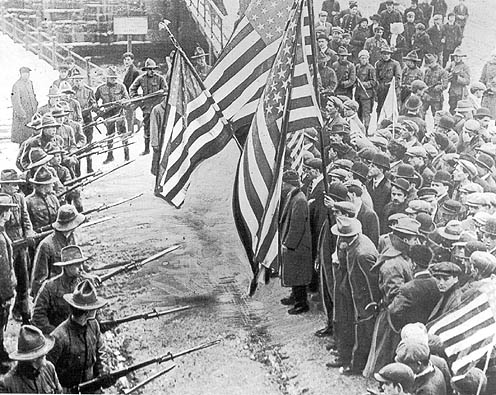
Soldater omringar strejkande arbetare i Lawrence, Massachusetts, 1912.

En fackförening är en arbetstagarorganisation som samlar arbetstagare från samma yrkeskår (yrkesförbundsprincipen) eller från samma arbetsplats (industriförbundsprincipen). Fackföreningen företräder arbetstagarnas intressen gentemot arbetsgivare. 
Fackföreningen kan förhandla om frågor som lön, arbetsregler, klagomål, villkor för anställning och uppsägning, tjänstepension, omställning, arbetstider och arbetsmiljö. När medlemmarna agerar tillsammans och minskar konkurrensen mellan varandra, får fackföreningen ökad förhandlingsstyrka mot arbetsgivaren.
Att vara medlem i en fackförening innebär flera fördelar. Medlemmar kan få hjälp vid förhandlingar med arbetsgivaren, och har ofta rätt till juridiskt stöd vid tvister. Fackföreningar förhandlar vanligtvis också fram gruppförsäkringar för sina medlemmar.
Det krävs inte medlemskap för att få lön enligt gällande kollektivavtal eller för att vara med i fackföreningens arbetslöshetskassa. Men den som är medlem blir bunden av kollektivavtalet och kan själv göra sina rättigheter gällande. Den som inte är medlem kan däremot inte använda kollektivavtalet för att kräva högre lön.
Om arbetsgivaren vill ändra verksamheten i väsentlig grad, måste denne förhandla med facket. Om förändringen bara rör en enskild individ behöver arbetsgivaren bara förhandla om den personen är fackligt ansluten.
De avtal som fackföreningens demokratiskt valda ledare förhandlar fram är oftast bindande för både arbetstagare och arbetsgivare under en viss tidsperiod. I vissa fall gäller avtalen även för arbetare och tjänstemän som inte är medlemmar.
Fackföreningar har utvecklats på olika sätt under de senaste trehundra åren, beroende på politiska och ekonomiska förhållanden. Därför kan mål och metoder skilja sig åt.
En fackförening kan erbjuda sina medlemmar flera fördelar:
- Organisering av stridsåtgärder: Fackföreningen kan organisera övertidsblockader, strejker och blockader för att uppnå sina mål.
- Kollektiva förhandlingar: Om fackföreningen är erkänd av arbetsgivaren kan den förhandla om lön, arbetstid och andra anställningsvillkor, ofta genom att teckna kollektivavtal.
- Politisk påverkan: Fackföreningen kan försöka påverka opinionen genom kampanjer och lobbying, eller genom att stödja politiska partier som arbetar för fackliga intressen.
- Förmåner för medlemmar: Tidiga fackföreningar erbjöd bland annat arbetslöshetsförsäkring, sjukförsäkring, ålderspension och begravningshjälp. Många av dessa funktioner har idag tagits över av staten, men andra förmåner finns kvar, som inkomstförsäkring, yrkesutbildning och juridisk hjälp.

Facklig styrka varierar mellan organisationer och arbetsplatser. Styrkan kan bero på flera faktorer:
- Hög organisationsgrad och starka arbetsplatsfack
- Goda ekonomiska och materiella resurser
- Tydlig kollektiv identitet och förmåga att mobilisera medlemmar
- Styrka att hantera konflikter och strategisk position i produktionen
- Stark förhandlingsposition på arbetsmarknaden
- Möjlighet att utöva politiskt inflytande[2][3][4][5]

## Historia
Fackföreningar har sitt ursprung i 1700-talets Västeuropa, där samhället snabbt förändrades från jordbruk och hantverk till fabriker och industrijobb. Nya arbetsmetoder och pressade löner skapade oro bland hantverkare och skråmedlemmar, som såg sina yrken och sin trygghet hotade.  
Industrialiseringen ökade behovet av arbetskraft, och fler kvinnor, barn, lantarbetare och immigranter började arbeta i fabriker – ofta utan yrkesutbildning. För att stärka sina villkor och få bättre skydd började många organisera sig spontant i föreningar. Dessa tidiga organisationer blev grunden för den moderna fackföreningsrörelsen.
En föregångare till fackföreningarna var de europeiska skråna, som under medeltiden organiserade hantverkare och skyddade yrkets intressen. Skråna reglerade tillträde till yrket, utbildning och medlemskap, och var ofta slutna grupper där endast personer inom ett visst hantverk kunde bli medlemmar. Dagens fackföreningar är ofta mer öppna och samlar anställda inom flera yrken eller hela arbetsplatser.

### Utvecklingen internationellt
Fackföreningar växte fram på olika sätt i olika länder under 1800-talet. I USA bildades den första nationella fackföreningen, The National Labor Union, 1834. Den följdes av Knights of Labor (1869), som kämpade för högre löner, kortare arbetsdag och mot barnarbete. Efter Haymarketmassakern 1886 tappade organisationen många medlemmar och förknippades med anarkism. American Federation of Labor (AFL), grundad av Samuel Gompers, blev därefter den viktigaste organisationen och satsade på förhandlingar med arbetsgivare.
I Frankrike, Tyskland och andra europeiska länder fick socialistiska partier och anarkister stort inflytande över fackföreningsrörelsens framväxt från 1870-talet. I Storbritannien var fackföreningarna länge starkare än de politiska rörelserna, med New Model Union som dominerande till mitten av 1800-talet. Labour Party grundades i början av 1900-talet och stärkte den politiska arbetarrörelsen.

### Fackföreningarnas utveckling i Sverige
I Sverige bildades de första moderna fackföreningarna på 1870-talet. Typografiska föreningen från 1846 räknas ibland som Sveriges första fackförening. De tidiga fackföreningarna samlade personer inom samma yrke, men efterhand bildades fackförbund som organiserade flera fackföreningar inom samma bransch. LO grundades 1898 för att samla alla fackförbund. Sveriges första kollektivavtal anses vara en lönelista från 1869 efter en strejk bland murare i Stockholm. Det första rikstäckande avtalet kom 1901 och gällde för typografer.

### Fackföreningars roll och betydelse
Fackföreningarnas framväxt har tolkats på olika sätt. Sidney och Beatrice Webb beskrev fackföreningar som "kontinuerliga sammanslutningar av lönearbetare med syfte att bibehålla eller förbättra deras anställning." Den australiska statistikmyndigheten definierar fackföreningar som "organisationer bestående huvudsakligen av anställda, där huvudaktiviteterna innefattar förhandling om löne- och anställningsvillkor." Forskare som Bob James har också placerat fackföreningar inom en större social rörelse tillsammans med frimureri, Odd Fellows och andra ordenssällskap.
Historikern R.A. Leeson identifierade två synsätt på fackföreningsrörelsen under 1800-talet: ett försiktigt, inriktat på skråtraditioner, och ett mer expansivt som ville ena alla arbetare för att förändra samhället:
| ” | Two conflicting views of the trade-union movement strove for ascendancy in the nineteenth century: one the defensive-restrictive guild-craft tradition passed down through journeymen's clubs and friendly societies,...the other the aggressive-expansionist drive to unite all 'labouring men and women' for a 'different order of things'... | „ |

Redan i slutet av 1700-talet uppmärksammade ekonomen Adam Smith maktbalansen mellan arbetstagare och arbetsgivare. I Nationernas välstånd beskrev han hur arbetsgivare samarbetade för att hålla lönerna nere, medan organiserade arbetare ofta möttes av hårda lagar:
| ” | We rarely hear, it has been said, of the combinations of masters, though frequently of those of workmen. But whoever imagines, upon this account, that masters rarely combine, is as ignorant of the world as of the subject. Masters are always and everywhere in a sort of tacit, but constant and uniform combination, not to raise the wages of labour above their actual rate... When workers combine, masters... never cease to call aloud for the assistance of the civil magistrate, and the rigorous execution of those laws which have been enacted with so much severity against the combinations of servants, labourers, and journeymen. | „ |

Under lång tid var fackföreningar förbjudna i många länder. Att bilda eller delta i sådana organisationer kunde leda till hårda straff, ibland till och med dödsstraff. Trots detta fortsatte arbetare att organisera sig. Under 1800-talet växte fackföreningsrörelsen fram och fick gradvis politiskt inflytande. Lagar infördes som gjorde fackföreningar lagliga och reglerade relationen mellan arbetsgivare och arbetstagare. Motstånd förekom ändå, till exempel i fallet med Tolpuddle-martyrerna.
Fackföreningarnas rätt att organisera sig har ofta setts som en fråga om rättvisa, särskilt eftersom kapitalägare också kan samverka genom exempelvis aktiebolag. I Sverige samlas arbetsgivare i särskilda arbetsgivarorganisationer.

## En mänsklig rättighet
Det är en mänsklig rättighet att få gå med i en fackförening. Detta står i artikel 23 i FN:s deklaration om de mänskliga rättigheterna. I artikel 20 står det också att ingen får tvingas att vara med i en förening. Därför räknas det som brott mot de mänskliga rättigheterna både att hindra eller att tvinga någon att gå med i en fackförening. Det är också förbjudet för arbetsgivare att behandla någon sämre för att hen är med i facket. Om en arbetsgivare försöker stoppa sina anställda från att bli medlemmar kallas det på engelska för ”union busting”.

## Fackföreningar i modern tid
De flesta som är med i en fackförening betalar en avgift varje månad. Facket använder pengarna till att anställa personal, jurister och förhandlare, ge ut tidningar och driva kampanjer.

### Arbetslöshetskassa
De flesta fackföreningar har också en arbetslöshetskassa. Den hjälper medlemmar som förlorar jobbet att få pengar tills de hittar ett nytt arbete. Syftet är att minska risken att arbetslösa pressar ner lönerna.

### Internationella skillnader
Fackliga organisationer ser olika ut i olika länder. I Frankrike är bara omkring tio procent av arbetarna med i facket, medan det i Sverige är omkring 70 procent. Svenska fackföreningar har också större konfliktfonder, vilket gör att svenska strejker ofta kan pågå längre. I Frankrike är strejker ofta korta och varar ibland bara en dag.

## Fackföreningar i världen
De flesta länder har en eller flera fackliga centralorganisationer som samlar fackförbund. Dessa centralorganisationer är ofta medlemmar i internationella sammanslutningar, till exempel:
- Internationella fackliga samorganisationen (IFS)
- Nordens Fackliga Samorganisation (NFS)
- Europeiska fackliga samorganisationen (EFS), även kallad Europafacket

I Sverige är de största fackliga centralorganisationerna:
- Tjänstemännens Centralorganisation (TCO)
- Sveriges Akademikers Centralorganisation (Saco)
- Landsorganisationen i Sverige (LO)

Andra viktiga samverkansorganisationer är:
- PTK
- OFR

Bland de största fackförbunden i Sverige finns:
- Unionen (TCO) – bildad 2008 genom sammanslagning av Sif och HTF
- Kommunal (LO)
- IF Metall (LO) – bildad 2006 genom sammanslagning av Metall och Industrifacket

Det största Saco-förbundet är Sveriges Lärare, följt av Sveriges Ingenjörer, som bildades genom sammanslagning av Civilingenjörsförbundet (CF) och Ingenjörsförbundet.
Utöver centralorganisationerna finns även:
- den fristående SAC Syndikalisterna
- fristående fackförbund som Ledarna, Svenska hamnarbetarförbundet och Brandmännens riksförbund